# Sabina Babayeva
Sabina Babayeva, (azéri : Səbinə Babayeva), née en Azerbaïdjan le 2 décembre 1979 à Bakou, est une chanteuse azérie.

## Biographie
En février 2012, elle est choisie pour représenter le pays hôte, l'Azerbaïdjan, au Concours Eurovision de la chanson 2012 à Bakou avec la chanson When the Music Dies.